# Lothar Meyer

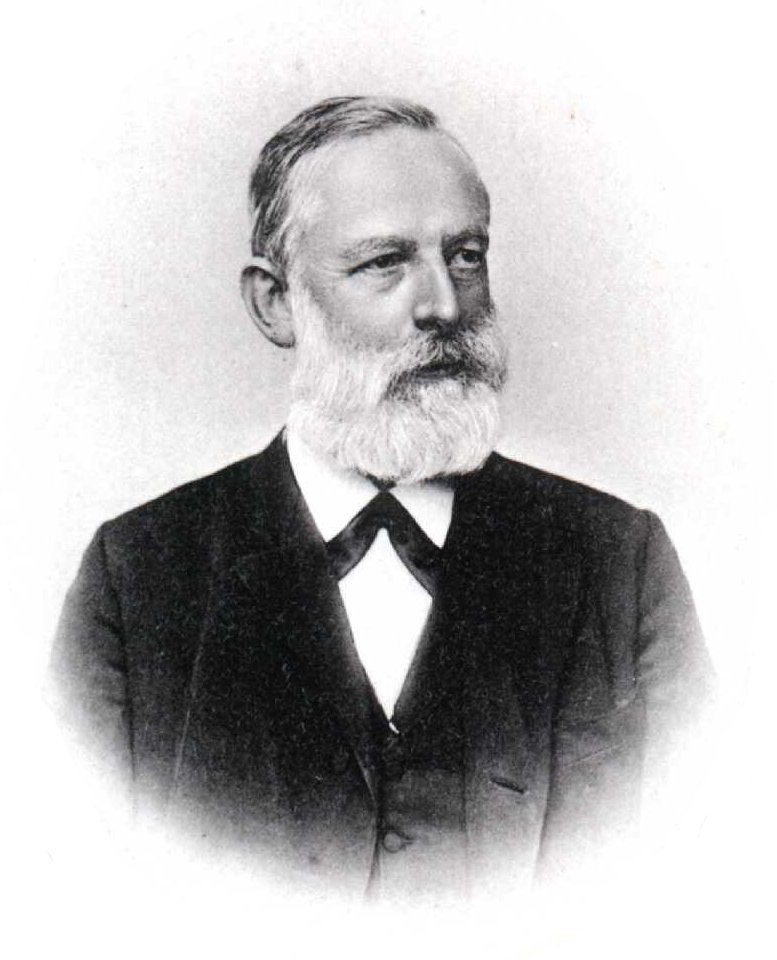
Lothar Meyer

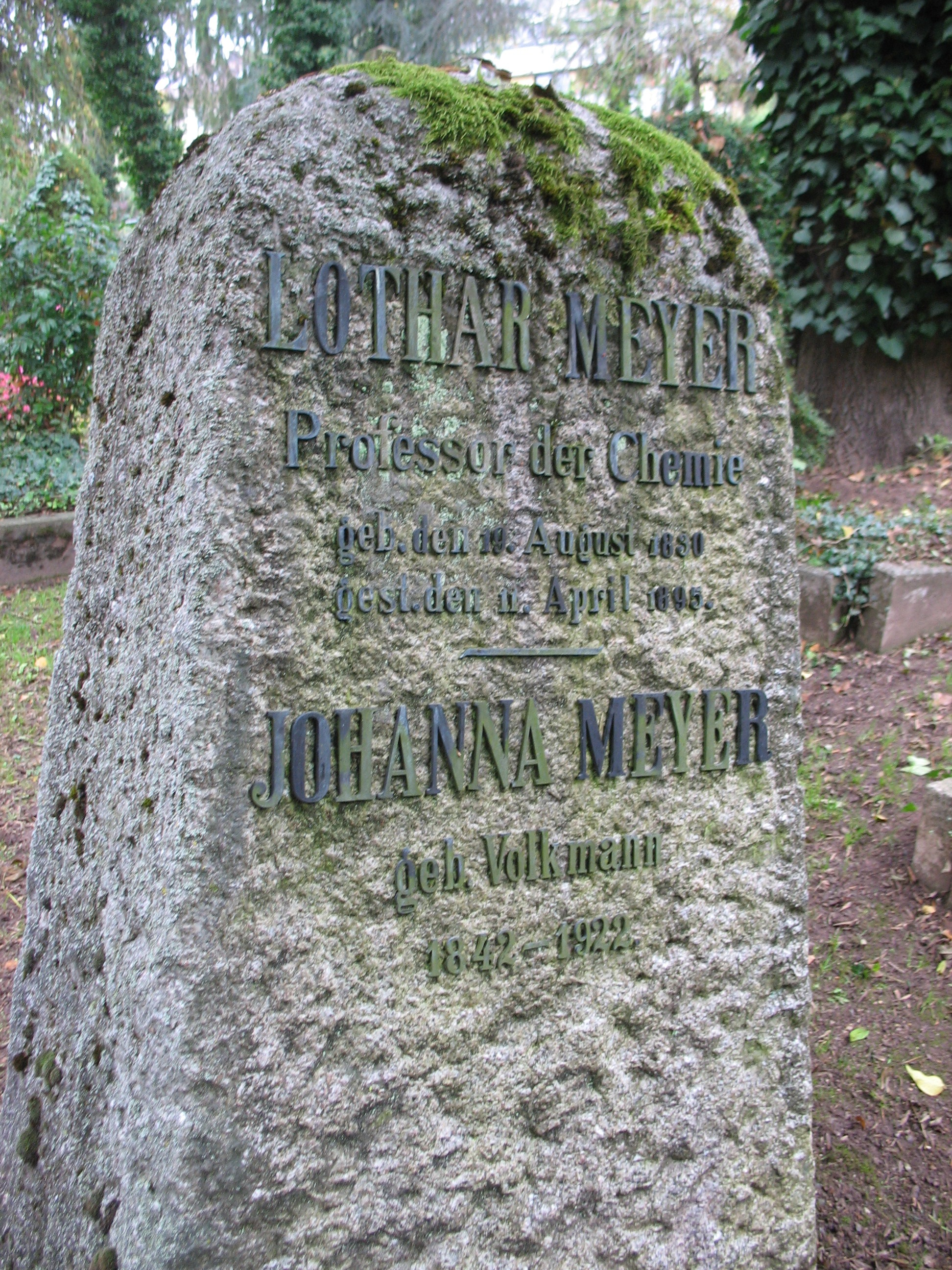
Grab auf dem Stadtfriedhof Tübingen

Julius Lothar (ab 1892: von) Meyer (* 19. August 1830 in Varel, Großherzogtum Oldenburg; † 11. April 1895 in Tübingen) war ein deutscher Arzt und Chemiker. Er ist neben Dmitri Iwanowitsch Mendelejew einer der Begründer des Periodensystems der chemischen Elemente.

## Leben
Meyer war das vierte von sieben Kindern des Amtsarztes Friedrich August Meyer und seiner Frau Sophie geb. Biermann. Sein jüngerer Bruder war der Physiker Oskar Emil Meyer (1834–1909). Er besuchte zunächst eine Privatschule, dann die neu gegründete Bürgerschule (Vorläufer des heute nach ihm benannten Lothar-Meyer-Gymnasiums) und anschließend das Alte Gymnasium Oldenburg (Oldb). 1851 begann er ein Medizinstudium in Zürich, das er in Würzburg 1854 mit der Promotion De quibusdam nervi sympathici functionibus abschloss.
Anschließend beschäftigte er sich kurze Zeit bei Robert Wilhelm Bunsen in Heidelberg mit gasanalytischen Methoden. 1856 begann er ein zweites Studium der Mathematischen Physik in Königsberg (Preußen). 1858 wurde er in Breslau mit einer Arbeit über die Wirkung von Kohlenmonoxid auf das Blut (De sanguine oxydo carbonico infecto) zum Dr. phil. promoviert.
Erst jetzt wandte sich Meyer der Chemie zu und habilitierte sich Februar 1859 mit dem Thema Die chemischen Lehren von Berthollet und Berzelius. In Breslau arbeitete er als Privatdozent und Leiter des chemischen Labors des Physiologischen Institutes. 1866 wechselte er als Dozent an die Forstakademie Neustadt-Eberswalde, wo er sich 1866 mit Johanna Volkmann (1842–1922), Tochter des Chemnitzer Juristen und Unternehmensdirektors Julius Volkmann (1804–1873) verheiratete. Im März 1867 wurde er dort zum Professor ernannt. Hier verfasste er auch mehrere Rezensionen für die Zeitschrift für Chemie. 1868 wurde er als ordentlicher Professor zum Nachfolger von Karl Weltzien an die Polytechnische Schule Karlsruhe berufen. Er besetzte dort den Lehrstuhl für die reine Chemie.
1877 trat er die Nachfolge von Rudolph Fittig an der Universität Tübingen an. Er war korrespondierendes Mitglied der Preußischen und der Russischen Akademie der Wissenschaften.

## Leistungen

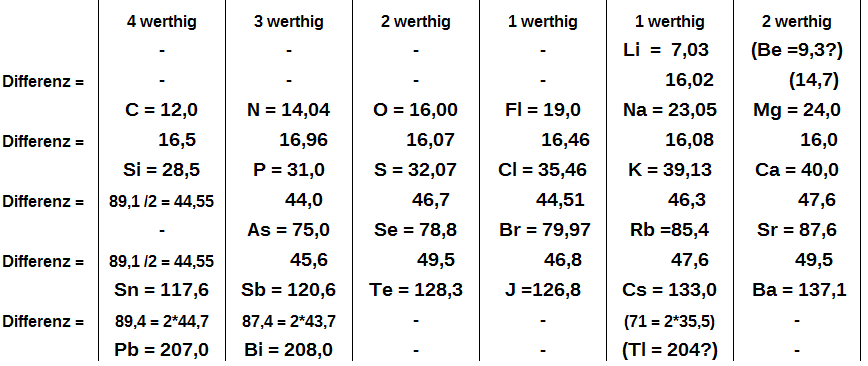
Periodensystem, veröffentlicht in Die modernen Theorien der Chemie (1864)

Bekannt geworden ist Lothar Meyer als Mitbegründer des Periodensystems. Meyer, der ab 1859 Lehrveranstaltungen durchführte, hat wie Dmitri Iwanowitsch Mendelejew den Lehrstoff mangels geeigneter Vorlagen selbst zusammengestellt. 1860 nahm Meyer, so wie auch Mendelejew, am ersten großen Chemikertreffen in Karlsruhe teil, auf dem wichtige Grundbegriffe der Chemie wie Atom, Molekül – insbesondere die Ideen von Stanislao Cannizzaro – bekannt gemacht wurden. 1864 erschien sein Buch Die modernen Theorien der Chemie, das mehrere Neuauflagen erfuhr. Hier stellte Meyer die Ideen über Atome und Moleküle klar zusammen und arbeitete eine erste Version eines Periodensystems aus.
Nach einer Mitteilung von Mendelejew im Jahr 1869 schrieb Meyer die Abhandlung Die Natur der chemischen Elemente als Funktion ihrer Atomgewichte. In dieser Veröffentlichung stellte er Überlegungen zu den Elementen der heutigen Hauptgruppen an – sortiert nach dem Atomgewicht und der Wertigkeit in Perioden zu sechs Gruppen.
Dafür erhielt er 1882 zusammen mit Dmitri Iwanowitsch Mendelejew die Davy-Medaille von der britischen Royal Society. Außerdem gründete er 1887 zusammen mit William Ramsay und Mendelejew die Zeitschrift für Physikalische Chemie.
Am 6. März 1869 veröffentlichte Mendelejew das Periodensystem der Elemente (PSE) unter dem Titel Die Abhängigkeit der chemischen Eigenschaften der Elemente vom Atomgewicht. Dabei wurden die damals bekannten 63 Elemente ansteigend nach der Atommasse in sieben Gruppen mit ähnlichen Eigenschaften angeordnet. Lothar Meyer veröffentlichte wenige Monate später eine fast identische Tabelle. Mendelejew konnte mit seinem System 1871 die Eigenschaften der bis dahin noch unbekannten Elemente Gallium (bei Mendelejew: Eka-Aluminium), Scandium (bei Mendelejew: Eka-Bor) und Germanium (bei Mendelejew: Eka-Silizium) voraussagen.
Weitere wichtige Leistungen waren:
- ein Beitrag zur Struktur des Benzols: 1865 schlug Meyer einen Kohlenstoffring mit einer zum Kern gerichteten Absättigung der sechs freien Kohlenstoffvalenzen vor.
- die Erforschung der periodischen Abhängigkeit des Atomvolumens vom Atomgewicht.
- die Neuberechnung der Atomgewichte der chemischen Elemente (1883).

## Ehrungen
1892 wurde ihm das Ehrenritterkreuz des Ordens der Württembergischen Krone verliehen, mit dem der Personaladel verbunden war. Er starb 1895 in Tübingen, wo er auch begraben ist.
In Tübingen wurde der Lothar-Meyer-Bau der Universität nach ihm benannt.
1975 wurde in Varel das Lothar-Meyer-Gymnasium ihm gewidmet.
Im Jahre 1983 benannte Pete J. Dunn ein neues, kristallwasserhaltiges Calcium-Zink-Mangan-Arsenat zu Ehren von Lothar Meyer als Lotharmeyerit.
Der Name von Lothar Meyer lebt auch in den weiteren Mineralspezies fort, die aufgrund ihrer kristallchemischen Verwandtschaft mit Lotharmeyerit entsprechend benannt wurden: Ferrilotharmeyerit (Fe3+-dominantes Analogon des Zn-dominierten Lotharmeyerits), Cobaltlotharmeyerit (Co-dominantes Analogon), Nickellotharmeyerit (Ni-dominantes Analogon), und Manganlotharmeyerit (Mn3+-dominantes Analogon).
Im Heimatmuseum seiner Geburtsstadt gehört Lothar Meyer zu den „Zehn bedeutenden Persönlichkeiten Varels“, an die u. a. durch ein Porträt und eine Kurzbiografie erinnert wird.

## Schriften
- Die Gase des Blutes. Dieterich, Göttingen 1857 (Dissertation, Medizin, Würzburg; Digitalisat).
- De Sanguine Oxydo Carbonico Infecto. Grass, Barth et Soc., Breslau 1858 (Dissertation, Chemie, Breslau).
- Chemische Analyse der Heilquellen zu Bad Landeck (Preussisch-Schlesien). Gosohorsky, Breslau 1863 (Digitalisat).
- Die modernen Theorien der Chemie und ihre Bedeutung für die chemische Statik. Maruschke & Berendt, Breslau 1864 (Digitalisat).
  - 2. umgearbeitete und sehr vermehrte Auflage. Maruschke & Berendt, Breslau 1872 (Digitalisat).[16]
- Die Natur der chemischen Elemente als Function ihrer Atomgewichte. In: Annalen der Chemie und Pharmacie. VII. Supplementband 1870, S. 354–364. Wiederabgedruckt in: Das natürliche System der chemischen Elemente. Abhandlungen von Lothar Meyer (1864–1869) und D. Mendelejeff (1869–1871) (= Ostwald’s Klassiker der exakten Wissenschaften 68). Hrsg. von Karl Seubert. Engelmann, Leipzig 1895, S. 9–17 (Digitalisat).
- Die Zukunft der Deutschen Hochschulen und ihrer Vorbildungs-Anstalten. Maruschke & Berendt, Breslau 1878 (Digitalisat).
- mit Karl Seubert: Die Atomgewichte der Elemente aus den Originalzahlen neu berechnet. Breitkopf & Härtel, Leipzig 1883 (Digitalisat).
- Grundzüge der theoretischen Chemie. Breitkopf & Härtel, Leipzig 1890 (Digitalisat).
  - 2. Auflage. Breitkopf & Härtel, Leipzig 1893 (Digitalisat).
- Die modernen Theorien der Chemie und ihre Bedeutung für die chemische Mechanik. Maruschke & Berendt, Breslau 1884 (Digitalisat).
- Die Anfänge des natürlichen Systemes der chemischen Elemente. Abhandlungen von J. W. Doebereiner, 1829, und Max Pettenkofer 1850, nebst einer geschichtlichen Uebersicht der Weiterentwickelung der Lehre von den Triaden der Elemente (= Ostwald’s Klassiker der exakten Wissenschaften. Nr. 66). Hrsg. von Lothar Meyer. Engelmann, Leipzig 1895 (Digitalisat).